# Operationstechnischer Assistent
Operationstechnischer Assistent (OTA), Medizinisch-technischer Assistent (Thüringen) und Operationstechnischer Angestellter (Schleswig-Holstein) sind medizinische Gesundheitsfachberufe in Deutschland und ein neu geschaffener Gesundheitsberuf in Österreich. Operationstechnische Assistenten übernehmen die Aufgaben von Fachpflegekräften im Operationsdienst innerhalb eines Krankenhauses.
Die Ausbildung in Deutschland erfolgte bis 2021 auf der Grundlage einer Empfehlung der Deutschen Krankenhausgesellschaft (DKG) oder der jeweiligen Landesverordnung.
Seit dem 1. Januar 2022 ist die Ausbildung mit der entsprechenden Ausbildungs- und Prüfungsverordnung und nach dem Gesetz für Anästhesie- und Operationstechnische Assistenz bundesweit einheitlich geregelt. Der Beruf ist seitdem in Deutschland staatlich anerkannt, wonach zum Führen der Berufsbezeichnung ein entsprechender Antrag zu stellen ist. Diese Möglichkeit besteht auch für OTA, welche die Ausbildung vor 2022 absolviert haben.

## Operationstechnischer Assistent in Deutschland

### Geschichte
Im deutschsprachigen Raum gab es lange keine spezialisierten Berufe für die chirurgische Assistenz; erst ab Mitte des 19. Jahrhunderts übernahmen Krankenpflegerinnen diese Aufgabe. Mit der Weiterentwicklung der chirurgischen Methoden und der Medizintechnik wuchsen die Ansprüche an die Fähigkeiten der Assistierenden, so dass statt der angelernten Pflegerinnen zunehmend fachlich qualifiziertere, sogenannte Operationsschwestern, benötigt wurden.
Ab den 1970er Jahren etablierten sich landesrechtlich geregelte Fachweiterbildungen im Operationsdienst auf der Grundlage der Empfehlung der Deutschen Krankenhausgesellschaft (DKG). Die Ausbildung des entsprechenden Fachpersonals dauerte in der Regel sieben Jahre, da vor der vierjährigen Weiterbildung die dreijährige pflegerische Grundausbildung erfolgen musste. Jedoch wurde das Arbeitsfeld für das Fachpflegepersonal aus verschiedenen Gründen zunehmend unattraktiv, so dass es bald zu einem Mangel an qualifizierten Kräften kam.
Um dem Fachkräftemangel im Operationsbereich entgegenzuwirken, wurden Anfang der 1990er Jahre die ersten Operationstechnischen Assistenten in Mülheim/Ruhr ausgebildet; in deutlich kürzerer Zeit als das Fachpflegepersonal. 1993 entstand die Gemeinschaft zur Erarbeitung und Konzeption von Richtlinien für die Ausbildung von Operationstechnischen Assistenten (GEKA); drei Jahre später erschienen die Richtlinien zur Ausbildung von Operationstechnischen Assistenten, veröffentlicht von der DKG. Der aus der GEKA entstandene OTA-Schulträgerverband versammelte ab 2004 die meisten inzwischen gegründeten OTA-Schulen.
Als erstes Bundesland gab Schleswig-Holstein eine Landesverordnung über die Berufsausbildung zum „Operationstechnischen Angestellten“ (OTA-VO) heraus; Sachsen folgte mit der Aufnahme des Medizinisch-Technischen-Assistenten-Operationsdienst (MTA-O) in die Thüringer Schulordnung für die Höhere Berufsfachschule (ThürSOHBFS 3). Mit der Berliner Erklärung wurde 2005 eine bundeseinheitliche Ausbildungsregelung für Operationstechnische Assistenz geschaffen. Der bisherige Schulträgerverband erarbeitet ab 2007, nun als Deutscher OTA-Schulträgerverband (DOSV) e. V., ein Curriculum mit Inhalten und Zielen der OTA-Ausbildung für seine Mitglieder. 2010 wurde die Ausbildung nach Landesrecht von Sachsen-Anhalt anerkannt; von der DKG wurde ein Gesetzentwurf über den Beruf der OTA in den Bundestag eingereicht. Ab 2012 wurde im Bundestag die staatliche Anerkennung des Berufes verfolgt.
Mit dem Anästhesietechnische- und Operationstechnische-Assistenten-Gesetz wurde 2019 eine bundesweit einheitliche Ausbildung beschlossen, die mit einer staatlichen Prüfung endet. Das Gesetz trat am 1. Januar 2022 in Kraft.

### Voraussetzungen zur Zulassung zur Ausbildung
Voraussetzung ist die gesundheitliche Eignung sowie ein Realschulabschluss oder eine gleichwertige oder eine andere abgeschlossene zehnjährige Schulbildung. Alternativ kann auch ein Hauptschulabschluss bzw. eine gleichwertige Schulbildung genügen, sofern eine Berufsausbildung mit einer vorgesehenen Ausbildungsdauer von mindestens zwei Jahren erfolgreich abgeschlossen wurde oder die Erlaubnis als Krankenpflegehelfer vorliegt. Jugendliche müssen eine ärztliche Bescheinigung nach § 23 des Jugendarbeitsschutzgesetzes vorlegen.
Personen die nach 1970 geboren sind müssen gegen Masern geimpft oder immun sein, dabei handelt es sich um eine einrichtungsbezogene Impfpflicht zum Schutz der Patienten.

### Dauer und Gliederung der Ausbildung
Die Ausbildung dauert drei Jahre. Sie umfasst eine Mindeststundenzahl von 2100 Stunden theoretischen Unterrichts und eine praktische Ausbildung von mindestens 2500 Stunden. Die Ausbildung erfolgt seit Januar 2022 nach der Ausbildungs- und Prüfungsverordnung. und dem Gesetz für Anästhesie- und Operationstechnische Assistenz.

### Inhalte der Ausbildung
Die Ausbildung erfolgt kompetenzorientiert.
Der theoretische und praktische Unterricht an der Schule umfasst die Schwerpunkte:
1. berufsbezogene Aufgaben im ambulanten und stationären Bereich eigenverantwortlich planen und strukturiert ausführen
2. bei der medizinischen Diagnostik und Therapie mitwirken und ärztliche Anordnungen eigenständig durchführen
3. interdisziplinäres und interprofessionelles Handeln verantwortlich mitgestalten
4. Verantwortung für die Entwicklung der eigenen Persönlichkeit übernehmen (lebenslanges Lernen), berufliches Selbstverständnis entwickeln und berufliche Anforderungen bewältigen
5. das eigene Handeln an rechtlichen Vorgaben und Qualitätskriterien ausrichten
6. mit Patienten aller Altersstufen und deren Bezugspersonen unter Berücksichtigung soziologischer, psychologischer, kognitiver, kultureller und ethischer Aspekte kommunizieren und interagieren
7. in lebensbedrohlichen Krisen- und Katastrophensituationen zielgerichtet handeln
8. hygienische Arbeitsweisen umfassend beherrschen und beachten

Die praktische Ausbildung umfasst:
- einen berufsspezifischen Orientierungseinsatz (fakultativ, 80 Stunden)
- einen flexibel gestalteten Einsatz zu Beginn der Ausbildung bei der verantwortlichen Einrichtung der praktischen Ausbildung
- allgemeine Pflichteinsätze in folgenden operativen Einsatzbereichen:      
  - Viszeralchirurgie (480 Stunden)
  - Unfallchirurgie oder Orthopädie (480 Stunden)
  - Gynäkologie oder Urologie (200 Stunden)
  - ambulantes Operieren (Krankenhaus/Tagesklinik/Praxis; 120 Stunden)

- Wahlpflichteinsätze in folgenden Disziplinen und Einsatzbereichen (400 Stunden, davon mindestens 200 Stunden je Disziplin):
  - Thoraxchirurgie              
  - Neurochirurgie
  - HNO    
  - Mund-, Kiefer-, Gesichtschirurgie            
  - Augenchirurgie
  - Gefäßchirurgie  
  - operative Eingriffe bei Kindern

und andere Disziplinen
- Pflichteinsätze in Funktions- und Versorgungsbereichen:          
  - Pflegepraktikum (120 Stunden)
  - zentrale Sterilgutversorgungsabteilung bzw. Aufbereitungseinheit für Medizinprodukte (80 Stunden)
  - Anästhesie (140 Stunden)
  - Notaufnahme und Ambulanz (200 Stunden)
  - Interventionelle Funktionseinheiten (Endoskopie, Katheterlabore etc.; 120 Stunden)

- Stunden zur freien Verteilung (80 Stunden, bei Verzicht auf das Orientierungspraktikum 160 Stunden)[16]

### Prüfungen
Die Ausbildung endet mit einer staatlichen Abschlussprüfung, die aus einem praktischen (mindestens fünf und höchstens sechs Stunden), einem schriftlichen (drei Aufsichtsarbeiten à 120 Minuten) und einem mündlichen Teil (mindestens 30 Minuten und höchstens 45 Minuten) besteht.

### Tätigkeiten
Zu den Aufgaben eines OTA gehören unter anderem die Vorbereitung der Instrumente und Geräte vor der Operation, die Instrumentation sowie Springertätigkeiten während der Operation sowie die Entsorgung der Instrumente oder deren Zuführen in die Sterilisation nach der Operation.
Bei der Arbeit im Operationssaal tragen alle Mitarbeiter sogenannte Bereichskleidung (Kasack, Hose, sowie eine Kopfhaube und einen Mund-Nasen-Schutz). Die an der Operation direkt Beteiligten (Operateur, Assistenten und Instrumentierender) tragen zusätzlich sterile Handschuhe und einen sterilen Kittel. Zur persönlichen Schutzausrüstung gehört überdies eine Schutzbrille.
In der Regel sind während einer Operation ein Arzt als Operateur und, je nach Größe des Eingriffs, ein bis drei Assistenten (Ärzte, Studenten oder Chirurgisch-Technische-Assistenten) anwesend sowie eine „instrumentierende Kraft“ (Vorbereitung und Anreichen von Instrumenten, Nahtmaterial etc.), ein Springer, ein Anästhesist und eine Anästhesiepflegekraft. Der Springer verrichtet die Arbeiten, für die keine sterile Bekleidung notwendig ist, z. B. Anreichen von Material an die instrumentierende Kraft aus der Umverpackung.
Operationstechnische Assistenten können auch außerhalb des Operationssaals in anderen Funktionsbereichen arbeiten, z. B. in der Endoskopie, Ambulanz bzw. Notaufnahme und in der Zentralen Sterilgutversorgungsabteilung (ZSVA).

### Berufsverband
Der Berufsverband für Operationstechnische Assistentinnen und Assistenten mit Sitz in Chemnitz wurde 2014 gegründet. Zu den Gründungsmitgliedern gehören: Benny Neukamm, Yasin Kalkan, Juliane Müller, Anita Esic, Sabine Probst, Jessica Engel, Markus Anton. 2019 wurde der Verband Mitglied in der Arbeitsgemeinschaft zur Erarbeitung eines Berufszulassungsgesetz für OTA und Anästhesietechnische Assistenz (ATA) sowie im Expertengremium des Bundesministeriums für Gesundheit zur Entwicklung der Berufe ATA und OTA. Unter anderem ist der Verband dadurch an der Gestaltung der Inhalte der Ausbildungs- und Prüfungsverordnung (APrV) für die ATA- und OTA-Berufe beteiligt.
Im gleichen Jahr beschloss die Mitgliederversammlung, Berufsangehörige der Anästhesietechnischen Assistenz als Ordentliche Mitglieder in den Verband aufzunehmen.

## Operationstechnischer Assistent in Österreich
Der Operationstechnischer Assistent ist ein im Februar 2022 neu geschaffener Gesundheitsberuf in Österreich, der Personalspitzen im OP abdecken soll. Der erste Ausbildungslehrgang ist im Oktober 2022 an der Gesundheits- und Krankenpflegeschule Horn in Niederösterreich gestartet und dauert 3 Jahre. Mit einer Ausbildungsdauer von 1.600 Stunden Theorie und 3.000 Stunden Praxis unterscheidet sich der Beruf des OTA von dem in Österreich schon länger existierenden Assistenzberuf Operationsassistent (früher: Operationsgehilfe) mit einer Gesamtausbildungsdauer von 1.100 Stunden und geringeren Kompetenzen. Der OTA ist der OP-Pflege – Dipl. Pflegefachpersonen (Dipl. Gesundheits- und Krankenpfleger) mit Sonderausbildung OP-Pflege – im Aufgaben-, Verantwortungs- und Kompetenzbereich vollumfänglich und zu 100 % gleichgestellt. Eingesetzt werden OTA in Österreich im OP, in der Aufbereitungseinheit für Medizinprodukte (AEMP), in der Endoskopie, in der Notfallambulanz und im Schockraum. Rechtsgrundlage ist das Medizinische Assistenzberufe-Gesetz (MABG) bzw. das OTA-Gesetz.

### Ausbildung
Voraussetzung für den Beginn der Ausbildung zur Operationstechnischen Assistenz ist neben der Vollendung des 17. Lebensjahres die erfolgreich abgeschlossene 9. Schulstufe. Nach 1600 Stunden Theorie und 3000 Stunden Praxis schließt die Ausbildung mit einer kommissionellen Abschlussprüfung als Diplomierter Operationstechnischer Assistent/Diplomierte Operationstechnische Assistentin ab.
Die Ausbildung zum OTA ist in Österreich in der OTA-AV (OTA Ausbildungsverordnung) sowie im OTA Curriculum der GÖG (Gesundheit Österreich GmbH) geregelt. Da der Beruf und die Ausbildung in Österreich erst mit 2022 erfolgte, wird dieses Curriculum jedoch noch laufend angepasst und erweitert.

## Lehrbücher
- Marija Kucharek, Wolf-Ulrich Heitland (Hg.): Lehrbuch für Operationspflegekräfte: Medizinische und pflegerische Grundlagen, 4. Auflage. Elsevier, München 2013, ISBN 978-3-437-25033-0.
- Gertraud Luce-Wunderle: Klinikleitfaden OP-Pflege. Urban & Fischer Verlag/Elsevier, München 2015, ISBN 978-3-437-26693-5.
- Margret Liehn, Heike Richter, Leonid Kasakov (Hg.): OTA-Lehrbuch: Ausbildung zur Operationstechnischen Assistenz. Springer 2014, ISBN 978-3-642-41727-6.
- Margret Liehn, Brigitte Lengersdorf, Lutz Steinmüller, Rüdiger Döhler: OP-Handbuch. Grundlagen, Instrumentarium, OP-Ablauf, 7., aktualisierte und erweiterte Auflage. Springer, Berlin Heidelberg New York 2021, ISBN 978-3-662-61100-5.